# Човен-дракон

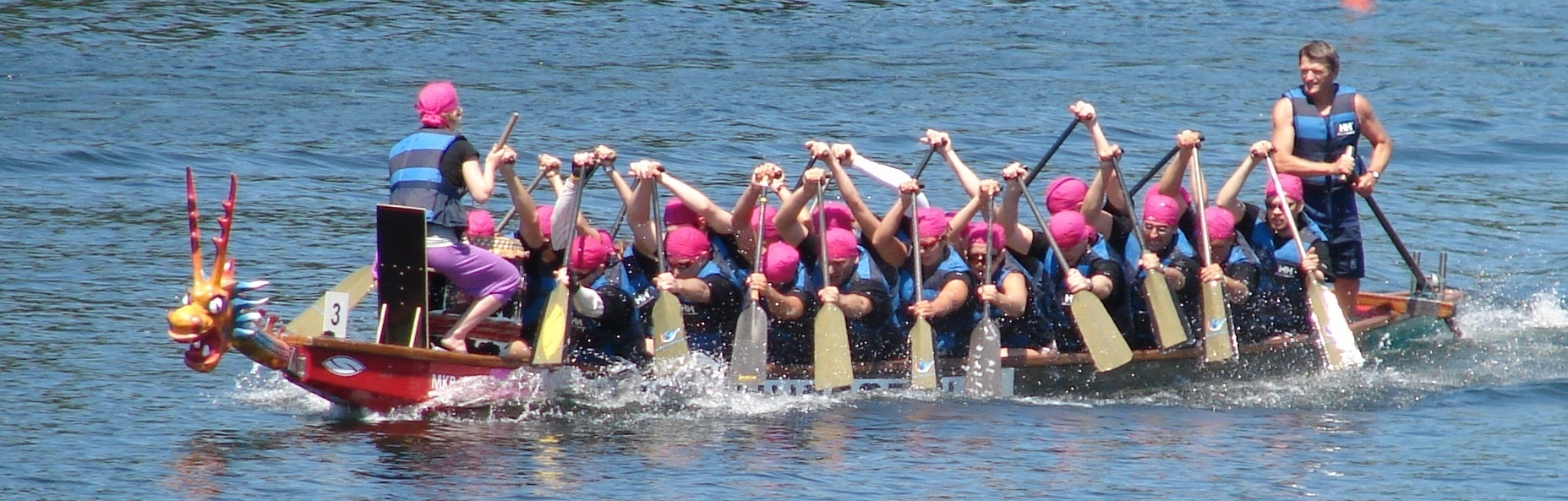

Човен "Дракон" — великий 20-місний або 10-місний човен з головою та хвостом дракона. Попереду сидить барабанщик, який б'є у великий барабан, задаючи ритм веслярам. Двадцять веслярів сидять по десять з кожного боку. На кормі перебуває стерновий. Офіційні змагання проводяться  на 10-місних і 20-місних човнах на дистанціях 200, 500, 1000 і 2000 метрів у чоловічому, жіночому і змішаному класах.

## Історія
Історія цього виду спорту почалася більш як 2000 років тому в Китаї (див. Свято човнів-драконів). За цей період в Азії «дракони» набули такої популярності, що нині, за даними Азійської та міжнародної федерацій, у цьому регіоні світу налічується близько 150 мільйонів людей, що займаються і виступають у турнірах. На щорічних спортивних фестивалях за перемогу борються одночасно понад 200 команд, що представляють свої країни, клуби й організації.
Масовий розвиток «драконів» в Азії, доступність цього різновиду веслування, коли для початку занять не потрібно жодних спеціальних навичок, а вікових обмежень немає, сприяли тому, що на цей вид спорту звернули увагу в розвинених спортивних країнах [яких?] на всіх континентах.
Човен "Дракон" має глибоке історичне коріння й багаті традиції, вироблені століттями та часто пов'язані з релігійними обрядами. Деякі дослідники, наприклад Джордж Вустер, вважають, що вперше човни «Дракон» для змагань стали використовувати в Південному Китаї ще 2500 років тому.